# Babe Ruth
George Herman „Babe“ Ruth Jr. (* 6. Februar 1895 in Baltimore, Maryland als Georg Hermann Ehrhardt Ruth; † 16. August 1948 in New York City, New York) war ein US-amerikanischer Baseballspieler. Er gilt als einer der bedeutendsten Baseballer. Seine sportliche Karriere dauerte von 1914 bis 1935; er wurde eines der Nationalidole der USA.
Er war einer der ersten fünf Spieler, die 1936 in die Baseball Hall of Fame gewählt wurden. Sein 714-Home-Run-Rekord sollte 39 Jahre lang bestehen, bis er 1974 von Hank Aaron gebrochen wurde. Er war der erste Spieler, dem es gelang, 60 Home Runs in einer Saison zu schlagen (1927). Dieser Rekord bestand 34 Jahre, bis er 1961 von Roger Maris übertroffen wurde.

## Abstammung
Sein väterlicher Vorfahr Georg Ruth stammte aus dem Dorf Oberalben bei Kusel im heutigen Rheinland-Pfalz und wanderte im 18. Jahrhundert in das damals noch britische Nordamerika aus; er ging nach Baltimore in Maryland, der einzigen katholikenfreundlichen Stadt der Kolonien. „Babes“ Großvater mütterlicherseits, Pius Schamberger, war ein Neueinwanderer aus Deutschland, der als selbstständiger Polsterer eine kleine Werkstatt in Baltimore hatte. Seine Eltern Kate Ruth und George Herman Ruth Sr. betrieben eine Gastwirtschaft in Baltimore. Sie hatten acht Kinder, von denen aber sechs schon als Säuglinge starben; außer „Babe“ überlebte nur seine Schwester Mary („Mamie“). George Jr. sprach im Elternhaus Deutsch.

## Leben
Babe Ruth wurde in Baltimore geboren, ging kaum in die Schule, sondern spielte auf der Straße Ball oder war bei seinem Großvater in der Werkstatt. Seine Eltern hatten mit der Gastwirtschaft immer bis in den späten Abend zu tun und so kaum Zeit, sich richtig um ihn zu kümmern. Er wurde schnell zu einem Kleinkriminellen, was ihn mit acht Jahren in das Erziehungsheim St. Mary’s Industrial School For Boys brachte, wo Bruder Matthias, ein römisch-katholischer Priester, das größte Vorbild für Ruth wurde und seine überschüssigen Energien auf Baseball konzentrierte.
Er spielte in Schulmannschaften als linkshändiger Pitcher (Werfer), wo er dem Besitzer und Manager der Baltimore Orioles, einer Profimannschaft aus den unteren Ligen, auffiel. Dieser verpflichtete den 19-Jährigen. Seine kindliche und zugleich frühreife Art brachte Ruth bei der Mannschaft schnell den Spitznamen „Babe“ ein. Sein erstes Profispiel am 22. April 1914 war ein 6:0-Sieg über die Buffalo Bisons. Die Mannschaft hatte eine sportlich sehr erfolgreiche Saison, aber finanzielle Probleme, weshalb sie Ruth an die Boston Red Sox verkaufte, ein Major-League-Team. Er spielte den Rest der Saison für die Providence Grays, ein den Red Sox angeschlossenes Team der unteren Ligen. Diese gewannen mit Ruths Hilfe ihre Ligameisterschaft, wonach Ruth dann dauerhaft in der obersten Liga spielte. Im Oktober 1914 heiratete er die Kellnerin Helen Woodford, die er in Boston kennengelernt hatte. Helen starb, mittlerweile von Babe Ruth getrennt lebend, 1929 bei einem Feuer in Watertown, Massachusetts. Am 17. April 1929 heiratete Babe Ruth das Model und Schauspielerin Claire Merritt Hodgson und adoptierte deren Tochter Julia.
Schon im nächsten Jahr, 1915, gewannen die Red Sox die World Series, wobei Ruth aber in den Endspielen nicht warf und sein einziger Schlag ein Aus war. 1916 etablierte er sich als klar bester Werfer der Liga mit 23 Siegen (davon neun „zu Null“) und nur 12 Niederlagen. Die World Series wurde wieder gewonnen, diesmal warf auch Ruth. Im Jahr 1917 konnten die Red Sox dann nicht mit den überragenden Chicago White Sox mithalten; während dieser Saison zeigte sich aber, dass Ruth zunehmend auch am Schlag hervorragende Leistungen zeigte, sehr ungewöhnlich für einen Werfer. 1918 gewann man wiederum die World Series. Bis zum Jahr 1919 stellte Ruth sich allmählich auf eine Rolle als Außenfeldspieler um, da er so bei jedem Spiel dabei sein konnte (Werfer müssen zwischen Spielen immer eine Zeitlang pausieren, um ihren Wurfarm zu regenerieren). Eine solche Umstellung galt als unerhört und viele glaubten, dass dies seine Karriere stark verkürzen würde. Dazu kam noch, dass er kräftig Gewicht zugelegt hatte (die Größe seiner Mahlzeiten war legendär) und so die ziemlich rundliche und zugleich dünnbeinige Figur erreicht hatte, mit der er meist verbunden wird. Seltsamerweise hinderte ihn das alles aber nicht daran, sich sportlich weiter und weiter zu steigern.

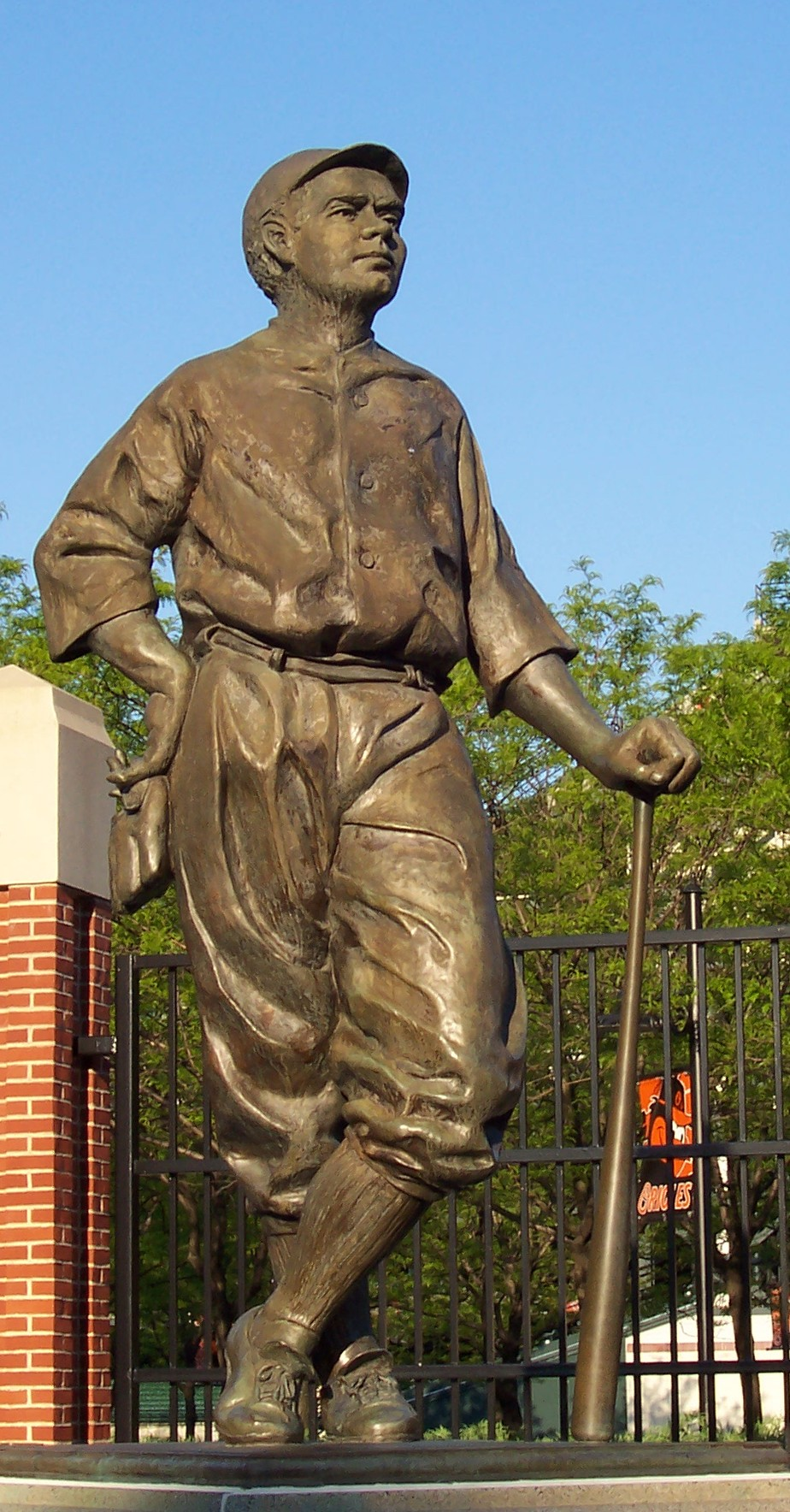
Statue von Babe Ruth in Baltimore

Anfang 1920 mussten die Red Sox, die sich im Jahr 1919 durch hohe Spielergehälter finanziell verausgabt hatten, Ruth für 125.000 US-Dollar an die New York Yankees verkaufen, die sich bis dahin noch nicht sonderlich hervorgetan hatten. Dies gilt als einer der größten Fehler der Baseballgeschichte; die Red Sox haben danach erst 2004 wieder eine World Series gewonnen, 86 Jahre nach ihrem letzten Titel. Die lange titellose Zeit wurde auf den Curse of the Bambino (Bambino war ein weiterer Spitzname Ruths) zurückgeführt. In Boston und Umgebung gab es die Mär, die Red Sox müssten auf ihrem Platz im Fenway Park zur Sommersonnenwende an Mitternacht genau über der Home Plate (dem letzten Mal, das für einen Punktgewinn erreicht werden muss) den alten Vertrag verbrennen, mit dem sie Ruth seinerzeit an die Yankees verkauft hatten; erst dann könnten sie von dem Fluch wegen des Ruth-Verkaufs befreit und wieder einmal Meister werden. Letztendlich gelang es auch ohne Verbrennung, den Titel zu gewinnen. Das Vertragspapier erzielte aber hohe Summen bei dessen Versteigerung.
In seinem ersten Jahr bei den New York Yankees (1920) verbesserte Babe Ruth seinen eigenen Home-Run-Rekord, den er das Jahr zuvor aufgestellt hatte: Er schlug 54 Home Runs. Mit diesem Wert verdoppelte er beinahe seine 29 erzielten Home Runs aus der abgelaufenen Saison. Als Babe Ruth zu den NY Yankees kam, teilten diese sich ein Spielfeld mit dem damaligen Baseballclub New York Giants (heute San Francisco Giants). Innerhalb kürzester Zeit wurden Babes Auftritte am Schlagmal ein regelrechtes Synonym für den gesamten Baseball-Sport in der Major League und zudem die Yankees ein Aushängeschild der Stadt New York.
Bald darauf hatten die Yankees eine sehr beträchtliche Anzahl an Zuschauern und entsprechend hohe Einnahmen, die es ihnen ermöglichte, ihr eigenes Yankee Stadium zu bauen, das schließlich 1923 eröffnet wurde. Dieses Stadion bekam den Spitznamen „The House That Ruth Built“ (Das Haus, das Ruth baute), da unter den Fans feststand, dass es ohne eine Ausnahmeerscheinung wie „The Babe“ niemals möglich gewesen wäre, dieses Projekt in so kurzer Zeit zu realisieren. Passend dazu erzielte Ruth am Eröffnungstag einen weiteren Home Run. In dieser Saison gewannen die Yankees ihre erste World Series 1923, in der Ruth sowie seine Kollegen Joe Dugan, Wally Pipp sowie Aaron Ward starke Leistungen boten. Hiermit setzten sie den Grundstein für viele weitere Titel und hervorragende spielerische Leistungen, nicht zuletzt die „Mördermannschaft“ von 1927, die ihre Gegner nach Belieben dominierte und deren Erfolg bis heute als wohl beste Saisonleistung eines Teams gilt.
Ruth war noch bis 1933 der Spitzenmann der Yankees. 1934 sanken seine Leistungen dann altersbedingt relativ schnell ab und zum Ende der Saison stand fest, dass er nicht mehr für die Yankees spielen würde. Im Jahr 1935 spielte er noch zwei Monate für die Boston Braves (die heutigen Atlanta Braves), aber nach einem explosiven Start sanken seine Leistungen noch schneller ab als im Vorjahr, so dass er sich Ende Mai aus dem aktiven Sport zurückzog. 1936 war er einer der ersten fünf Spieler, die in die Baseball Hall of Fame, die neu gegründete Ruhmeshalle der Major Leagues, aufgenommen wurden. Sein letzter Job im Profibaseball war eine Stelle als Trainerassistent bei den Brooklyn Dodgers (heute Los Angeles Dodgers) im Jahr 1938, die er aber nach einem halben Jahr wieder aufgab; danach zog er sich ins Privatleben zurück.
Babe Ruth starb am 16. August 1948. Zuvor wurde bei ihm Krebs diagnostiziert. Ruth war der erste Patient, an dem eine Chemotherapie mit Teropterin ausprobiert wurde, was kurzfristig zu einer Verbesserung seines Zustandes führte. Der Krebs wurde ursprünglich als Kehlkopfkrebs diagnostiziert, was zu Ruths ausgeprägtem Tabak- und Alkoholkonsum passte. Spätere Forschung legte aber einen Nasenrachenkrebs nahe. Sein Sarg wurde zwei Tage im Yankee Stadium aufgebahrt, in dem ihm rund 77.000 Menschen die letzte Ehre erwiesen. Die Trauermesse fand in der St. Patrick’s Cathedral statt. Etwa 75.000 Menschen nahmen an den Begräbnisfeierlichkeiten teil. Er wurde auf dem Gate of Heaven Cemetery begraben.

## Babe Ruth Award
Der Babe Ruth Award ist eine Auszeichnung des Journalistenverbandes Baseball Writers Association of America, der ihn seit 1948 an den, seiner Meinung nach, besten Spieler der World Series vergab und der im Gedenken an den Verstorbenen nach ihm benannt wurde.

## Auszeichnungen
Im November 2018 kündigte US-Präsident Donald Trump an, Babe Ruth postum die Presidential Medal of Freedom zu verleihen.

## Trivia

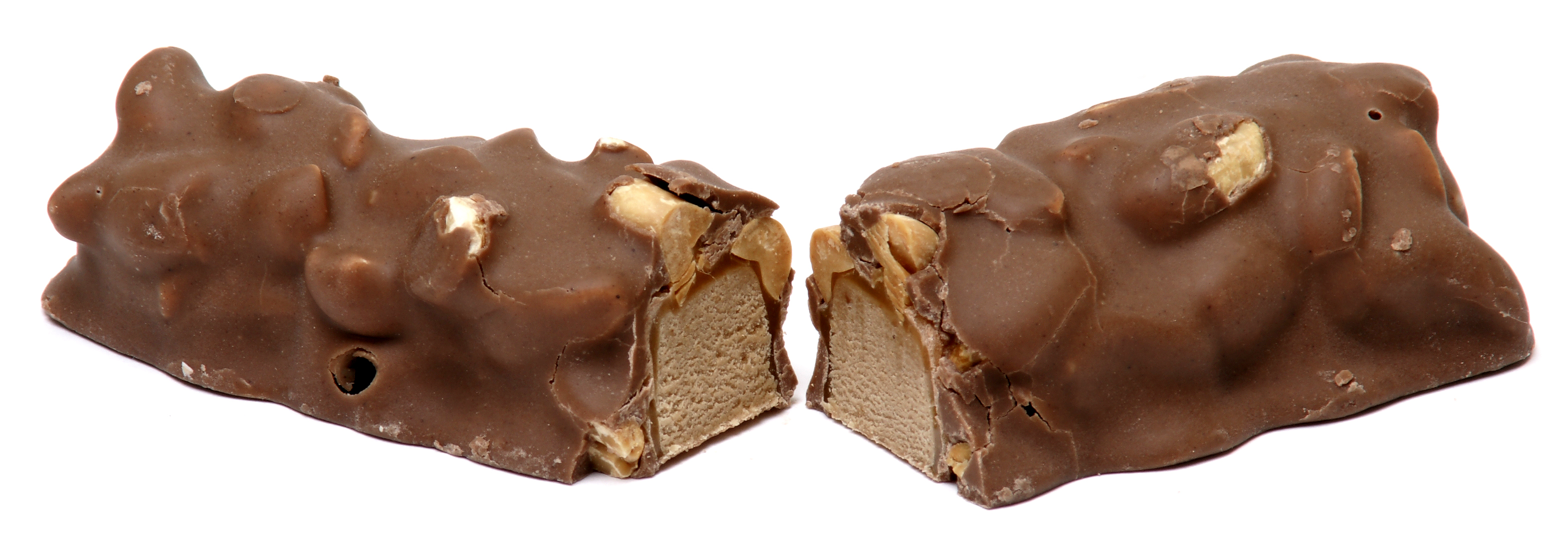
Baby Ruth Schokoriegel

Der „Baby Ruth“-Schokoriegel aus Erdnuss, Karamell und Nougat mit Milchschokoladegeschmack, wurde 1920 von der Curtiss Candy Company aus Chicago auf den Markt gebracht. Die phonetische Ähnlichkeit mit dem Namen des populären Baseball-Spielers war wohl beabsichtigt, offiziell wurde jedoch die 1904 verstorbene Tochter des US-Präsidenten Grover Cleveland als Namenspatronin angegeben. Es gelang dem Unternehmen vor Gericht, eine Konkurrenzfirma aus dem Wettbewerb zu drängen, die sich die Namensrechte von George Herman Ruth gesichert hatte, aber dann keines ihrer Produkte damit versehen durfte. Der Baby-Ruth-Schokoriegel wurde von Nestlé hergestellt, die die Curtiss Candy Company 1990 übernommen hatte. Seit Januar 2018 wird der Schokoladenriegel von der Ferrara Candy Company, einer Tochtergesellschaft von Ferrero vertrieben.
Nachdem Hank Aaron mit 715 Home-Runs Ruths Rekord von 714 Home-Runs gebrochen hatte, fanden Mathematiker folgende zahlentheoretische Beziehung:
Die Summe der Primfaktoren von 714 ist gleich der Summe der Primfaktoren von 715:
{\displaystyle 714=2\cdot 3\cdot 7\cdot 17}
{\displaystyle 715=5\cdot 11\cdot 13}
{\displaystyle 2+3+7+17=5+11+13}
Paare aufeinanderfolgender natürlicher Zahlen mit dieser Eigenschaft werden seither Ruth-Aaron-Zahlen genannt.
Im musikalischen Intro des Albums Get a Grip der amerikanischen Rockband Aerosmith von 1993 erfährt Babe Ruth eine Erwähnung.

## Filme
- 1928: Straßenjagd mit Speedy (Speedy) – Babe Ruth spielt sich selbst
- 1942: Der große Wurf – Babe Ruth spielt sich selbst. Gary Cooper spielt Lou Gehrig
- 1948: The Babe Ruth Story[5]
- 1991: Babe Ruth – Die Baseball-Legende (Originaltitel Babe Ruth) (mit Stephen Lang als Babe Ruth), Fernsehfilm der NBC[6]
- 1992: The Babe – Ein amerikanischer Traum (mit John Goodman)
- 1993: Herkules und die Sandlot-Kids (Originaltitel The Sandlot) mit Art LaFleur als Babe Ruth
- 2008: Yankee Irving – Kleiner Held ganz groß!